# Море (Дебюсси)
Море, три симфонических эскиза для оркестра CD 111 (L 109) (фр. La Mer, trois esquisses symphoniques pour orchestre) — пьеса для симфонического оркестра в трёх частях, написанная Клодом Дебюсси в 1903—1905 годах.

## История создания
Биографы композитора отмечают восхищение композитора природой и морской стихией на протяжении всей его жизни. Письма Дебюсси и его высказывания, которые приводят его друзья и знакомые, содержат немало восторженных высказываний о море. Так, он любовался Средиземным морем в детстве во время поездок в Канны (родителя шутя говорили, что он станет матросом), восторгался Атлантическим океаном и Ла Маншем на протяжении всей жизни. По воспоминаниям Маргариты Лонг, уже смертельно больной, в 1917 году, стоя на прибрежной скале, он говорил: «Послушайте, слышите ли вы море? Море — это всё, что есть наиболее музыкального…». Также у Дебюсси имеется целый ряд произведений с программными названиями, содержанием и отсылками к водной стихии («Сирены» — из симфонического цикла «Ноктюрны», «Отражения в воде» — из первой серии «Образов», «Золотые рыбки» — из второй серии «Образов», «Лодка в океане», «Ундина», «Затонувший собор» и др.).
План написания «Моря» относится к августу 1903 года, причём первоначальный замысел отличался от реализованного. 12 сентября Дебюсси пишет: «Я работаю над тремя симфоническими эскизами, озаглавленными: первый — „Прекрасное море у островов Сангинер“; второй — „Игры волн“; третий — „Ветер заставляет море плясать“» и упоминает о «бесчисленных воспоминаниях», связанных у него с морем. Однако после отдыха на берегах Атлантики и Ла-Манша (в окрестностях Дьеппа, ненадолго выезжая на остров Джерси и в английский Истборн) со своей будущей второй женой Эммой Бардак, которой он посвятил эту симфоническую пьесу (разрыв с первой женой из-за Эммы вызвал громкий скандал и прекращение отношений со многими близкими друзьями), композитор отказался от первоначального названия первой части, связанного со Средиземным морем, и в январе 1905 года предложил издателю более обобщённое: «От зари до полудня на море». Изменился также заголовок и третьей части — «Диалог ветра и моря». 12 октября 1904 года композитор писал из Дьеппа Жаку Дюрану (Jacques Durand), руководителю нотного издательства «Огюст Дюран и сын» (A. Durand & fils), что пьесу ему «хотелось закончить здесь, но остается ещё доработать оркестр, шумный, как само… море! (приношу ему мои извинения)».
13 января 1905 года Дебюсси писал Дюрану, что переделал не удовлетворявший его финал, а 6 марта того же года сообщил о завершении композиции. В итоге пьеса получила и посвящение Дюрану.

## Приём

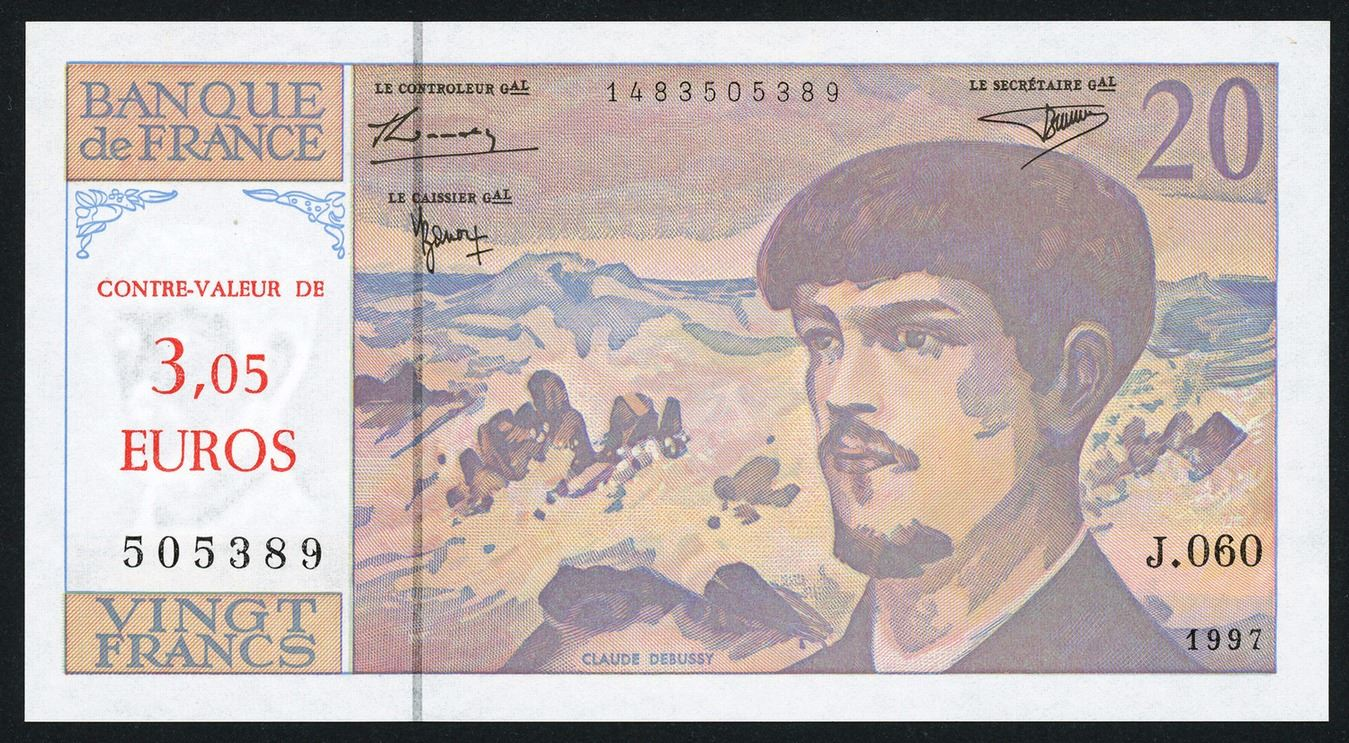
Аверс французской банкноты двадцать франков «Дебюсси»

Премьера симфонического произведения прошла 15 октября 1905 года в Париже, в рамках Концертов Ламурё под управлением Камиля Шевийяра, но успеха не имела, что, видимо, было вызвано сложностью партитуры и её музыкальной новизной: «Для дирижёра и для оркестрантов партитура была слишком сложна. (Впрочем, такой она остаётся и поныне). Приём у публики был холодным, критика произведения в печати — острой. Новый язык Дебюсси, новые масштабы и звучание в целом было непривычным для тех, кто восхищался Пеллеасом, Фавном, Ноктюрнами». Так, критик Пьер Лало (1866—1943), который ранее положительно оценил единственную законченную оперу композитора, в своей отрицательной статье среди прочего написал «Я не слышу, не вижу, не чувствую моря». Дебюсси 25 октября ответил ему письмом в котором отмечая, что «если нам не суждено понять друг друга и в будущем, то я всё же никогда не забуду горячей и полной понимания защиты, которой вам обязан „Пеллеас“…» писал:
Может быть, я пожалел бы о том, что вы меня не поняли, и удивился, узнав, — исключение ещё не есть правило, — что вы только разделяете мнение ваших собратьев по музыкальной критике. Оставим же "Море" ненадолго в покое, но я никак не могу понять, почему вы пользуетесь им для того, чтобы внезапно объявить все мои прочие сочинения лишёнными логики, основанными только на чувстве и упорных поисках живописности... лозунге, объединяющем вещи, не имеющие никакого отношения к точному значению этого понятия. Поистине, дорогой друг, если я понимаю музыку иначе, чем вы, то я, тем не менее, артист, и даже прежде всего артист! Поверьте, что радостное сочинение музыки и есть мой главный порок!
19 января 1908 года «Море» было исполнено под управлением самого Дебюсси в Концертах Колонна (это был дирижёрский дебют композитора), после чего пьеса заняла прочное место на концертных площадках. 22 января Дебюсси писал по поводу своих первых дирижерских опытов: «это забавно, поскольку ищешь колорита концом маленькой палочки», и добавлял, что «успех не кажется ему очень отличающимся от успеха фокусника или акробата, которому удался опасный прыжок». На следующий день критик в журнале «Comoedia» описывал восторженный приём пьесы публикой: «Никогда еще ничьи уши не слышали грохота, подобного этому вышедшему из границ энтузиазму. Нельзя измерить, сколько времени были слышны рычания дикой радости, вызовы и безумные крики». Горячий поклонник музыки композитора и в будущем его близкий друг Пастер Валлери-Радо приводит такие подробности: «По окончании первой и второй частей — взрыв восторга. После третьей потрясённый зал встал. В этот миr мы, дебюссисты первоrо созыва, поняли, что дело выиграно, гений Дебюсси получил признание…». Более сдержанный отзыв был опубликован в газете «Менестрель» за 25 января: «Следует признать, что проделана большая работа над окончательной доработкой произведения, которое стало еще прекраснее и интереснее. Публика наградила композитора бурными овациями. Возможно, его поклонники немного переусердствовали, поскольку аплодисментами выражали протест против отдельных свистков, раздававшихся во время исполнения „Моря“». Известность получил такой курьёзный случай — среди тех кто освистывал исполнение, был слушатель, который громко воскликнул: «У меня морская болезнь!». Также композитор продирижировал своим сочинением 1 февраля.
Несмотря на то, что Дебюсси не любил дирижировать, он вынужден был по материальным соображениям заниматься этой деятельностью и под его руководством «Море» исполнялось на многих концертных площадках Европы. Американский композитор российского происхождения Л. С. Саминский, вспоминая выступление Дебюсси в Санкт-Петербурге в 1913 году, относил его к композиторам, которые «не обладают высокой дирижерской техникой», однако находил трогательную красоту «в соединении технического несовершенства с убедительной и в высшей степени субъективной трактовкой», чем, по его мнению, и ценно появление Дебюсси за дирижёрским пультом:
Все движения были чудесно покойными. Никогда ещё столько раз слышанная, восхитительная музыка „Моря“ не казалась такой пленительной, таинственной и в то же время столь полной загадочной жизнью мирового космоса, как в тот вечер, когда её великий создатель мягкой рукой управлял его волнением.
Однако считается, что «Море» прочно вошло в репертуар симфонических оркестров после исполнения его Артуро Тосканини. Имеется также авторская аранжировка, написанная для фортепиано в 4 руки, осуществлённая в 1905 году.
Дебюсси восхищался цветными ксилографическими пейзажами японского гравёра и рисовальщика Кацусика Хокусая, его знаменитая гравюра на дереве «Большая волна в Канагаве» украшала рабочий кабинет композитора. По желанию Дебюсси копия этой гравюры была помещена на обложке издания партитуры «Моря».
На аверсе выпущенной последней французской банкноты номиналом 20 франков, посвящённой Дебюсси, за портретом композитора изображено море как символ его симфонического триптиха.

## Оркестр
2 флейты, флейта-пикколо, 2 гобоя, английский рожок, 2 кларнета, 3 фагота, контрафагот, 4 валторны, 3 трубы, 2 корнета, 3 тромбона, туба, литавры, тарелки, тамтам, большой барабан, треугольник, колокольчики (или челеста), 2 арфы, струнные.

## Структура и характеристика
Партитуре предпослано жанровое обозначение «Три симфонических эскиза»:
1. «От зари до полудня на море» (De l’aube à midi sur la mer)
2. «Игра волн» (Le Jeu des vagues)
3. «Диалог ветра и моря» (Le Dialogue du vent et de la mer)

«Море» является крупнейшим самостоятельным симфоническим произведением Дебюсси. «Три эскиза» объединены общим замыслом, представляют собой части единого целого и предназначены для совместного исполнения. Общность замысла подчёркивается тематизмом — в крайних частях выделяются лейтмотивы, которые объединяются в «финале». Некоторые исследователи считают «Море» трёхчастной симфонией, состоящей из медленной части, скерцо и финала. Уже в 1908 году критик и автор первой монографии о композиторе Луи Лалуа отмечал, что три части «Моря» «играют роль и имеют форму первой части, скерцо и финала симфонии». Варианты состава инструментов в различных частях соответствуют авторскому замыслу и «программе» — оркестр, вначале массивный и полнозвучный, сокращается и облегчается во второй части и максимально разрастается в финале.
Первая часть состоит из чередующихся разнохарактерных фрагментов; тенденция к постепенному просветлению колорита ближе к её концу, видимо, продиктована программным «сюжетом» («от зари до полудня»). Легко, почти камерно инструментованная вторая часть триптиха выполняет функцию скерцо или интермеццо. Финал наиболее развёрнут и решён в форме, родственной сонатной, драматичен и конфликтен, отличается сравнительно плотной инструментовкой; в завершающем апофеозе темы финала объединены с ключевыми мотивами первой части в мощном оркестровом tutti.
Несмотря на то, что сам композитор не любил, когда его музыку отождествляли с музыкальным импрессионизмом, французский музыковед Б. Гавоти отмечал: «Он [Дебюсси] не любил, чтобы его называли создателем музыкального импрессионизма: но тогда кто же, если не он, „заставил играть ветер с гребешками волн“; кто „предпочитает бесчисленные спектакли природы скучным трудам в консерватории“; кто советует молодым „прислушаться к шуму ветра, который проносится мимо нас и рассказывает нам историю мира“: кто заявил, что „в сто раз лучше однажды увидеть восход солнца, чем в сотый раз прослушать Пасторальную симфонию“? Разве всё это не является подлинной декларацией принадлежности к импрессионизму…».
А. Онеггер отмечал, что «Море» является ярким образцом программной музыки и творчества Дебюсси в целом, по которому можно получить представление о его музыке, так как «в нём индивидуальность автора запечатлелась с наибольшей полнотой». По мнению Онеггера:
Всё в его «Море» вдохновенно: всё до мельчайших штрихов оркестровки — любая нота, любой тембр, — всё продумано, прочувствовано и содействует эмоциональному одушевлению, которым полна эта звуковая ткань. „Море“ — истинное чудо импрессионистского искусства, и заверяю вас, что я не вкладываю в данный термин ни малейшего критического оттенка.
24 ноября 1934 года Н. Я. Мясковский, который вообще с большим уважением относился к музыке Дебюсси, записал в своём дневнике: «„Море“ — лучшая партитура на свете». Также Мясковский ещё в 1911 году в одной из своих статей писал, что у Дебюсси имеется много неудачных и слабых сочинений, но в его лучших произведениях:
...сколько глубочайшего поэтического чувства, какая тонкость переживаний, бездна воображения и бесконечное разнообразие как в формах, так и средствах выражения; оркестру его, вследствие необычайной дифференцированности порой недостает блеска и звука, но большей ароматичности не даёт даже Р. Штраус.
Большим поклонником Дебюсси и его симфонической пьесы был С. Т. Рихтер, о чём можно найти неоднократные записи в дневниках, отражающие его музыкальные впечатления от прослушанной музыки. Так, 7.04.1972 он записывает: «И вот опять „Море“; сколько же его можно слушать, видеть и вдыхать его воздух! И каждый раз это как в первый!.. Загадка, чудо воспроизведения подлинной природы, а может быть — магия!». Позднее, 22.12.1975 года, после очередного прослушивания триптиха Рихтер пишет, что это «чудо Дебюсси», а сама пластинка с записью была проиграна «вероятно около 100 раз». Также Рихтер отмечает, что это было самое любимое музыкальное произведение его учителя — Г. Г. Нейгауза.

## Аранжировки
- В 1908 году Андре Капле, друг и ученик Дебюсси, переложил «Море» для двух фортепиано в шесть рук.

## В культуре
- В Симфонии для восьми голосов и оркестра (1968) итальянского композитора Лучано Берио, написанной с использованием прямой цитатности и коллажа к 125-летнему юбилею Нью-Йоркского филармонического оркестра и рассматриваемой как своеобразный манифест музыкального постмодернизма, цитируется симфоническая пьеса Дебюсси[19].
- В романе «Цветы для Элджернона» американского фантаста Дэниела Киза герои книги Чарли Гордон и его подруга Алиса Кинниан слушают оркестровое исполнение пьесы Дебюсси в парке на открытом воздухе. Алиса спрашивает Чарли, нравится ли ему эта музыка, на что поумневший в результате медицинского эксперимента Чарли отвечает, что он ещё плохо разбирается в такой музыке и ему надо над ней подумать. Алиса на это ему говорит, что над ней не надо думать — «старайся почувствовать её, пусть она захлестнёт тебя».